# Lobatse
Lobatse   este un oraș  în  partea de est a Botswana, în  districtul  South-East.